# Serbia en la Copa Mundial de Fútbol de 2018
La selección de Serbia fue uno de los 32 equipos participantes en la Copa Mundial de Fútbol de 2018, torneo que se llevó a cabo del 14 de junio al 15 de julio en Rusia.
Fue su duodécima participación en un Mundial (considerando a sus predecesoras Yugoslavia y Serbia y Montenegro) y la segunda como nación independiente.

## Clasificación

### Grupo D
| Selección | Pts. | PJ | PG | PE | PP | GF | GC | Dif |
| --------- | ---- | -- | -- | -- | -- | -- | -- | --- |
| Serbia    | 21   | 10 | 6  | 3  | 1  | 20 | 10 | 10  |
| Irlanda   | 19   | 10 | 5  | 4  | 1  | 12 | 6  | 6   |
| Gales     | 17   | 10 | 4  | 5  | 1  | 13 | 6  | 7   |
| Austria   | 15   | 10 | 4  | 3  | 3  | 14 | 12 | 2   |
| Georgia   | 5    | 10 | 0  | 5  | 5  | 8  | 14 | -6  |
| Moldavia  | 2    | 10 | 0  | 2  | 9  | 4  | 23 | -19 |

| Fecha                   | Lugar    | Local    |                     | Resultado                                                       |                     | Visitante |
| ----------------------- | -------- | -------- | ------------------- | --------------------------------------------------------------- | ------------------- | --------- |
| 5 de septiembre de 2016 | Belgrado | Serbia   | Bandera de Serbia   | 2 – 2 Archivado el 8 de septiembre de 2016 en Wayback Machine.  | Bandera de Irlanda  | Irlanda   |
| 6 de octubre de 2016    | Chisináu | Moldavia | Bandera de Moldavia | 0 – 3 Archivado el 18 de septiembre de 2016 en Wayback Machine. | Bandera de Serbia   | Serbia    |
| 9 de octubre de 2016    | Belgrado | Serbia   | Bandera de Serbia   | 3 – 2 Archivado el 15 de septiembre de 2016 en Wayback Machine. | Bandera de Austria  | Austria   |
| 12 de noviembre de 2016 | Cardiff  | Gales    | Bandera de Gales    | 1 – 1 Archivado el 18 de septiembre de 2016 en Wayback Machine. | Bandera de Serbia   | Serbia    |
| 24 de marzo de 2017     | Tiflis   | Georgia  | Bandera de Georgia  | 1 – 3 Archivado el 25 de marzo de 2017 en Wayback Machine.      | Bandera de Serbia   | Serbia    |
| 11 de junio de 2017     | Belgrado | Serbia   | Bandera de Serbia   | 1 – 1 Archivado el 10 de junio de 2017 en Wayback Machine.      | Bandera de Gales    | Gales     |
| 2 de septiembre de 2017 | Belgrado | Serbia   | Bandera de Serbia   | 3 – 0 Archivado el 2 de septiembre de 2017 en Wayback Machine.  | Bandera de Moldavia | Moldavia  |
| 5 de septiembre de 2017 | Dublin   | Irlanda  | Bandera de Irlanda  | 0 – 1 Archivado el 9 de octubre de 2017 en Wayback Machine.     | Bandera de Serbia   | Serbia    |
| 6 de octubre de 2017    | Viena    | Austria  | Bandera de Austria  | 3 – 2 Archivado el 5 de octubre de 2017 en Wayback Machine.     | Bandera de Serbia   | Serbia    |
| 9 de octubre de 2017    | Belgrado | Serbia   | Bandera de Serbia   | 1 – 0 Archivado el 12 de octubre de 2017 en Wayback Machine.    | Bandera de Georgia  | Georgia   |

### Goleadores
| Jugador             | Goles | Asistencias | Minuto | PJ |
| ------------------- | ----- | ----------- | ------ | -- |
| Aleksandar Mitrović | 6     | 1           | 714    | 9  |
| Dušan Tadić         | 4     | 7           | 866    | 10 |
| Mijat Gaćinović     | 2     | 1           | 186    | 3  |
| Filip Kostić        | 2     | 4           | 599    | 9  |
| Aleksandar Kolarov  | 2     | 2           | 720    | 8  |
| Aleksandar Prijović | 1     | 1           | 74     | 5  |
| Nemanja Matić       | 1     | -           | 617    | 7  |
| Luka Milivojević    | 1     | -           | 706    | 9  |
| Branislav Ivanović  | 1     | -           | 900    | 10 |

## Participación

### Lista de convocados
Técnico:  Mladen Krstajić
| No. | Pos. | Jugador                 | Fecha de nacimiento (edad)         | Apa. | Goles | Club                      |
| --- | ---- | ----------------------- | ---------------------------------- | ---- | ----- | ------------------------- |
| 1   | POR  | Vladimir Stojković      | 28 de julio de 1983 (34 años)      | 81   | 0     | Partizán de Belgrado      |
| 2   | DEF  | Antonio Rukavina        | 26 de enero de 1984 (34 años)      | 47   | 0     | Villarreal                |
| 3   | DEF  | Duško Tošić             | 19 de enero de 1985 (33 años)      | 24   | 1     | Beşiktaş                  |
| 4   | MED  | Luka Milivojević        | 7 de abril de 1991 (27 años)       | 28   | 1     | Crystal Palace            |
| 5   | DEF  | Uroš Spajić             | 13 de febrero de 1993 (25 años)    | 5    | 0     | RSC Anderlecht            |
| 6   | DEF  | Branislav Ivanović      | 22 de febrero de 1984 (34 años)    | 103  | 13    | Zenit Saint Petersburg    |
| 7   | MED  | Andrija Živković        | 11 de julio de 1996 (21 años)      | 10   | 0     | Benfica                   |
| 8   | DEL  | Aleksandar Prijović     | 21 de abril de 1990 (28 años)      | 9    | 1     | PAOK Salónica             |
| 9   | DEL  | Aleksandar Mitrović     | 16 de septiembre de 1994 (23 años) | 37   | 16    | Fulham                    |
| 10  | MED  | Dušan Tadić             | 20 de noviembre de 1988 (29 años)  | 53   | 13    | Southampton               |
| 11  | DEF  | Aleksandar Kolarov      | 10 de noviembre de 1985 (32 años)  | 76   | 10    | AS Roma                   |
| 12  | POR  | Predrag Rajković        | 31 de octubre de 1995 (22 años)    | 8    | 0     | Maccabi Tel Aviv          |
| 13  | DEF  | Miloš Veljković         | 26 de septiembre de 1995 (22 años) | 2    | 0     | Werder Bremen             |
| 14  | DEF  | Milan Rodić             | 2 de abril de 1991 (27 años)       | 1    | 0     | Estrella Roja de Belgrado |
| 15  | DEF  | Nikola Milenković       | 12 de octubre de 1997 (20 años)    | 3    | 0     | Fiorentina                |
| 16  | MED  | Marko Grujić            | 13 de abril de 1996 (22 años)      | 8    | 0     | Cardiff City              |
| 17  | MED  | Filip Kostić            | 1 de noviembre de 1992 (25 años)   | 23   | 2     | Hamburgo SV               |
| 18  | DEL  | Nemanja Radonjić        | 15 de febrero de 1996 (22 años)    | 3    | 0     | Estrella Roja de Belgrado |
| 19  | DEL  | Luka Jović              | 23 de diciembre de 1997 (20 años)  | 1    | 0     | Eintracht Frankfurt       |
| 20  | MED  | Sergej Milinković-Savić | 27 de febrero de 1995 (23 años)    | 4    | 0     | SS Lazio                  |
| 21  | MED  | Nemanja Matić           | 1 de agosto de 1988 (29 años)      | 40   | 2     | Manchester United         |
| 22  | MED  | Adem Ljajić             | 29 de septiembre de 1991 (26 años) | 29   | 6     | Torino                    |
| 23  | POR  | Marko Dmitrović         | 24 de enero de 1992 (26 años)      | 2    | 0     | Eibar                     |

### Primera fase
| Selección  | Pts | PJ | PG | PE | PP | GF | GC | Dif |
| ---------- | --- | -- | -- | -- | -- | -- | -- | --- |
| Brasil     | 7   | 3  | 2  | 1  | 0  | 5  | 1  | 4   |
| Suiza      | 5   | 3  | 1  | 2  | 0  | 5  | 4  | 1   |
| Serbia     | 3   | 3  | 1  | 0  | 2  | 2  | 4  | -2  |
| Costa Rica | 1   | 3  | 0  | 1  | 2  | 2  | 5  | -3  |

#### Costa Rica vs. Serbia
| 17 de junio de 2018, 16:00 (UTC+4) | Costa Rica | 0:1 (0:0) | Serbia      | Samara Arena, Samara                                        |                                                             |
|                                    |            | Reporte   | Kolarov 56' | Asistencia: 41 432 espectadores Árbitro(s): Malang Diedhiou | Asistencia: 41 432 espectadores Árbitro(s): Malang Diedhiou |

|  |  |

| GK            | 1  | Keylor Navas       |     |     |
| SW            | 3  | Giancarlo González |     |     |
| CB            | 2  | Johnny Acosta      |     |     |
| CB            | 6  | Óscar Duarte       |     |     |
| RWB           | 16 | Cristian Gamboa    |     |     |
| LWB           | 15 | Francisco Calvo    | 22' |     |
| CM            | 20 | David Guzmán       | 56' | 73' |
| CM            | 5  | Celso Borges       |     |     |
| RW            | 11 | Johan Venegas      |     | 60' |
| LW            | 10 | Bryan Ruiz         |     |     |
| CF            | 21 | Marco Ureña        |     | 66' |
| Cambios:      |    |                    |     |     |
| MF            | 7  | Christian Bolaños  |     | 60' |
| FW            | 12 | Joel Campbell      |     | 66' |
| MF            | 9  | Daniel Colindres   |     | 73' |
| Entrenador:   |    |                    |     |     |
| Óscar Ramírez |    |                    |     |     |

| GK              | 1  | Vladimir Stojković      |       |     |
| RB              | 6  | Branislav Ivanović      | 59'   |     |
| CB              | 15 | Nikola Milenković       |       |     |
| CB              | 3  | Duško Tošić             |       |     |
| LB              | 11 | Aleksandar Kolarov      |       |     |
| CM              | 21 | Nemanja Matić           |       |     |
| CM              | 4  | Luka Milivojević        |       |     |
| RW              | 10 | Dušan Tadić             |       | 83' |
| AM              | 20 | Sergej Milinković-Savić |       |     |
| LW              | 22 | Adem Ljajić             |       | 70' |
| CF              | 9  | Aleksandar Mitrović     |       | 90' |
| Cambios:        |    |                         |       |     |
| MF              | 17 | Filip Kostić            |       | 70' |
| DF              | 2  | Antonio Rukavina        |       | 83' |
| FW              | 8  | Aleksandar Prijović     | 90+8' | 90' |
| Entrenador:     |    |                         |       |     |
| Mladen Krstajić |    |                         |       |     |

| Jugador del Partido: Aleksandar Kolarov Árbitros asistentes: Djibril Camara El Hadji Samba Cuarto árbitro: Bamlak Tessema Weyesa Quinto árbitro: Tikhon Kalugin Árbitro asistente de video: Clément Turpin Árbitros asistentes del árbitro asistente de video: Paweł Gil Cyril Gringore Artur Soares Dias |

#### Serbia vs. Suiza
| 22 de junio de 2018, 20:00 (UTC+2) | Serbia      | 1:2 (1:0) | Suiza                   | Arena Baltika, Kaliningrado                             |                                                         |
|                                    | Mitrović 5' | Reporte   | Xhaka 52' · Shaqiri 90' | Asistencia: 33 167 espectadores Árbitro(s): Felix Brych | Asistencia: 33 167 espectadores Árbitro(s): Felix Brych |

|  |  |

| GK              | 1  | Vladimir Stojković      |       |     |
| RB              | 6  | Branislav Ivanović      |       |     |
| CB              | 15 | Nikola Milenković       |       |     |
| CB              | 3  | Duško Tošić             |       |     |
| LB              | 11 | Aleksandar Kolarov      |       |     |
| CM              | 21 | Nemanja Matić           | 45+2' |     |
| CM              | 4  | Luka Milivojević        | 39'   | 81' |
| RW              | 10 | Dušan Tadić             |       |     |
| AM              | 20 | Sergej Milinković-Savić | 34'   |     |
| LW              | 17 | Filip Kostić            |       | 64' |
| CF              | 9  | Aleksandar Mitrović     | 87'   |     |
| Cambios:        |    |                         |       |     |
| MF              | 22 | Adem Ljajić             |       | 64' |
| FW              | 18 | Nemanja Radonjić        |       | 81' |
| Entrenador:     |    |                         |       |     |
| Mladen Krstajić |    |                         |       |     |

| GK                | 1  | Yann Sommer          |       |       |
| RB                | 2  | Stephan Lichtsteiner |       |       |
| CB                | 22 | Fabian Schär         |       |       |
| CB                | 5  | Manuel Akanji        |       |       |
| LB                | 13 | Ricardo Rodríguez    |       |       |
| CM                | 11 | Valon Behrami        |       |       |
| CM                | 10 | Granit Xhaka         |       |       |
| RW                | 23 | Xherdan Shaqiri      | 90+2' |       |
| AM                | 15 | Blerim Džemaili      |       | 73'   |
| LW                | 14 | Steven Zuber         |       | 90+4' |
| CF                | 9  | Haris Seferović      |       | 46'   |
| Cambios:          |    |                      |       |       |
| FW                | 18 | Mario Gavranović     |       | 46'   |
| FW                | 7  | Breel Embolo         |       | 73'   |
| FW                | 19 | Josip Drmić          |       | 90+4' |
| Entrenador:       |    |                      |       |       |
| Vladimir Petković |    |                      |       |       |

| Jugador del Partido: Xherdan Shaqiri Árbitros asistentes: Mark Borsch Stefan Lupp Cuarto árbitro: Nawaf Shukralla Quinto árbitro: Yaser Tulefat Árbitro asistente de video: Felix Zwayer Árbitros asistentes del árbitro asistente de video: Bastian Dankert Carlos Astroza Clément Turpin |

#### Serbia vs. Brasil
| 27 de junio de 2018, 21:00 (UTC+3) | Serbia | 0:2 (0:1) | Brasil                          | Otkrytie Arena, Moscú                                       |                                                             |
|                                    |        | Reporte   | Paulinho 36' · Thiago Silva 68' | Asistencia: 44 190 espectadores Árbitro(s): Alireza Faghani | Asistencia: 44 190 espectadores Árbitro(s): Alireza Faghani |

|  |  |

| GK              | 1  | Vladimir Stojković      |     |     |
| RB              | 2  | Antonio Rukavina        |     |     |
| CB              | 15 | Nikola Milenković       |     |     |
| CB              | 13 | Miloš Veljković         |     |     |
| LB              | 11 | Aleksandar Kolarov      |     |     |
| CM              | 21 | Nemanja Matić           | 48' |     |
| CM              | 20 | Sergej Milinković-Savić |     |     |
| RW              | 10 | Dušan Tadić             |     |     |
| AM              | 22 | Adem Ljajić             | 33' | 75' |
| LW              | 17 | Filip Kostić            |     | 82' |
| CF              | 9  | Aleksandar Mitrović     | 70' | 89' |
| Cambios:        |    |                         |     |     |
| MF              | 7  | Andrija Živković        |     | 75' |
| FW              | 18 | Nemanja Radonjić        |     | 82' |
| FW              | 19 | Luka Jović              |     | 89' |
| Entrenador:     |    |                         |     |     |
| Mladen Krstajić |    |                         |     |     |

| GK          | 1  | Alisson Becker    |  |     |
| RB          | 22 | Fagner            |  |     |
| CB          | 2  | Thiago Silva      |  |     |
| CB          | 3  | João Miranda      |  |     |
| LB          | 12 | Marcelo Vieira    |  | 10' |
| CM          | 15 | Paulinho Bezerra  |  | 66' |
| CM          | 5  | Casemiro          |  |     |
| RW          | 19 | Willian           |  |     |
| AM          | 11 | Philippe Coutinho |  | 80' |
| LW          | 10 | Neymar            |  |     |
| CF          | 9  | Gabriel Jesus     |  |     |
| Cambios:    |    |                   |  |     |
| DF          | 6  | Filipe Luís       |  | 10' |
| MF          | 17 | Fernandinho       |  | 66' |
| MF          | 8  | Renato Augusto    |  | 80' |
| Entrenador: |    |                   |  |     |
| Tite        |    |                   |  |     |

| Jugador del Partido: Paulinho Bezerra 'Árbitros asistentes: Reza Sokhandan Mohammadreza Mansouri Cuarto árbitro: Jair Marrufo Quinto árbitro: Anouar Hmila Árbitro asistente de video: Massimiliano Irrati Árbitros asistentes del árbitro asistente de video: Paweł Gil Paweł Sokolnicki Paolo Valeri |